# Hegemonía y estrategia socialista
Hegemonía y estrategia socialista: hacia una política democrática radical es un trabajo de 1985 de teoría política en la tradición posmarxista, de Ernesto Laclau y Chantal Mouffe, en el cual se plantean varias divergencias importantes con los principios del pensamiento marxista más ortodoxo, trazando los autores las bases de un discurso de clase diferente, históricamente hablando, así como de identidad política y autocomprensión social, todo lo cual luego es vinculado a la relevancia contemporánea de la hegemonía, como una inducción analítica desestabilizada que evita las trampas de otros diversos procedimientos, que según Mouffe y Laclau, constituyen una falla fundamental en el pensamiento marxista, como las esencializaciones de la identidad de clase, el uso de paradigmas interpretativos a priori con respecto a la historia, y la contextualización, el privilegio de la base/ superestructura binaria por encima de otros modelos explicativos.

## Organización
El libro está dividido en cuatro capítulos de, aproximadamente, 50 páginas cada uno. Los dos primeros capítulos abordan los desarrollos conceptuales a la manera de una historia intelectual, aunque con mucha más atención a la disputa y a la intervención, que la que hace la intelectualidad histórica tradicional. Específicamente, el capítulo 1 analiza el trabajo de Rosa Luxemburgo, Karl Kautsky, Eduard Bernstein y Georges Sorel, entre otros textos de los principales pensadores de la tradición marxista. La discusión del capítulo 2 sobre la concepción de la hegemonía cultural de Gramsci, es seguida por el desarrollo más politizado del capítulo 3 con los propios argumentos de Laclau y Mouffe sobre el carácter y la construcción de la hegemonía. Finalmente, el capítulo 4 defiende la relevancia de la hegemonía como inducción analítica para la comprensión y el gobierno en la política contemporánea, el compromiso político y la autocomprensión de la izquierda.

### Capítulos en español
I. HEGEMONÍA. GENEALOGÍA DE UN CONCEPTO. Los dilemas de Rosa Luxemburgo. Crisis, grado cero. Primera respuesta a la crisis: la constitución de la ortodoxia marxista. Segunda respuesta a la crisis: el revisionismo. Tercera respuesta a la crisis: el sindicalismo revolucionario.
II. HEGEMONÍA. EL DIFÍCIL NACIMIENTO DE UNA NUEVA LÓGICA POLÍTICA. Desarrollo combinado y la lógica de lo contingente. La «alianza de clases»: entre democracia y autoritarismo. Práctica democrática. Práctica autoritaria. El punto de inflexión Gramsciano. La social-democracia: del estancamiento al «planismo». El último reducto del esencialismo: la economía. Encarando las consecuencias.
III. MÁS ALLÁ DE LO POSITIVO EN LO SOCIAL: ANTAGONISMOS Y HEGEMONÍA. Formación social y sobredeterminación. Articulación y discurso. La categoría de «sujeto». Antagonismo y objetividad. Equivalencia y diferencia. Hegemonía.
IV. HEGEMONÍA Y RADICALIZACIÓN DE LA DEMOCRACIA. Revolución democrática y nuevos antagonismos. La ofensiva antidemocrática. La democracia radical: alternativa para una nueva izquierda.

## Recepción
Hegemonía y estrategia socialista fue acogida con críticas positivas, y se ha convertido en un referente en su campo. Por ejemplo, el filósofo marxista Slavoj Žižek citó a Hegemonía y estrategia socialista como una obra que ha influido en su libro, El objeto sublime de la ideología (1989). Además, su autodefinición decididamente «posmarxista» lo marca como uno de los primeros textos importantes, asociados con este desarrollo disciplinar. En 2001 se publicó una nueva edición, que incluía un prefacio de los autores, en el cual se reafirmaban en su compromiso con los argumentos de 1985.
El concepto tuvo gran influencia en la teoría de los movimientos sociales y en la investigación poscolonial, y marcando el surgimiento del posmarxismo en las ciencias sociales. La obra también inspiró la creación de partidos políticos como Podemos en España, y La France insumise en Francia.
Norman Geras, en un artículo para la revista británica New Left Review titulado «¿Posmarxismo?», arremetió contra Lacau y Mouffe, en lo que él consideró oscurantismo superficial basado en malentendidos básicos, tanto de Marx como del marxismo. Después de una respuesta de Laclau y Mouffe, Geras, en dos artículos llamados «Post-marxismo sin disculpas» y «Exmarxismo sin sustancia: ser una respuesta real a Laclau y Mouffe» criticó aún más duramente el giro posmarxista planteado en Hegemonía y estrategia socialista.